# Daryl McCormack
Daryl McCormack (Nenagh, 22 gennaio 1993) è un attore irlandese, attivo in campo teatrale, televisivo e cinematografico.

## Biografia
Daryl McCormack è nato in Irlanda, figlio dell'irlandese Theresa McCormack e l'afroamericano Alfred Thomas. Ha studiato al Dublin Institute of Technology e recitazione alla Gaiety School of Acting, diplomandosi nel 2014. Ha fatto il suo esordio sul piccolo schermo nel 2015, interpretando Pierce Devlin in oltre trenta episodi della soap opera irlandese Fair City. Successivamente ha recitato in diverse serie televisive, tra cui Vikings, A Very English Scandal e La Ruota del Tempo; è noto soprattutto per aver interpretato il ruolo di Isaiah Jesus in due stagioni di Peaky Blinders.
Nel 2018 ha fatto il suo esordio sulle scene del West End londinese, recitando accanto a Aidan Turner nella pièce di Martin McDonagh Il tenente di Inishmore. Ha inoltre recitato in alcuni film, tra cui Pixie con Alec Baldwin nel 2020 e Il piacere è tutto mio nel 2022, in cui ha recitato come co-protagonista accanto ad Emma Thompson. Nel 2023 è stato candidato al BAFTA alla miglior stella emergente e al BAFTA al miglior attore protagonista per Il piacere è tutto mio.

## Filmografia

### Cinema
- A Good Woman Is Hard to Find, regia di Abner Pastoll (2019)
- Pixie, regia di Barnaby Thompson (2020)
- Il piacere è tutto mio (Good Luck To You, Leo Grande), regia di Sophie Hyde (2022)
- The Lesson, regia di Alice Troughton (2023)
- Twisters, regia di Lee Isaac Chung (2024)
- Wake Up Dead Man: Knives Out (Wake Up Dead Man: A Knives Out Mystery), regia di Rian Johnson (2025)

### Televisione
- Fair City – serial TV, 36 puntate (2015-2016)
- Vikings – serie TV, episodio 5x05 (2017)
- A Very English Scandal – miniserie TV, 1 puntata (2018)
- Cleaning Up – serie TV, episodio 1x05 (2019)
- Peaky Blinders – serie TV, 11 episodi (2019-2022)
- La Ruota del Tempo (The Wheel of Time) – serie TV, 4 episodi (2021-2025)
- Bad Sisters – serie TV, 14 episodi (2022-2024)
- The Woman in the Wall, regia di Harry Wootliff e Rachna Suri – miniserie TV, 6 puntate (2023)

## Teatro
- The Mouth of a Shark di autori vari, regia di Oonagh Murphy. The Lab di Dublino (2018)
- The Lieutenant of Inishmore di Martin McDonagh, regia di Michael Grandage. Noel Coward Theatre di Londra (2018)
- Citysong di Dylan Coburn Gray, regia di Caitríona McLaughlin. Abbey Theatre di Dublino e Soho Theatre di Londra (2019)
- Lungo viaggio verso la notte di Eugene O'Neill, regia di Jeremy Herrin. Wyndham's Theatre di Londra (2024)

## Riconoscimenti
- BAFTA
  - 2023 – Candidatura alla miglior stella emergente
  - 2023 – Candidatura al miglior attore protagonista per Il piacere è tutto mio

## Doppiatori italiani
Nelle versioni in italiano delle opere in cui ha recitato, Daryl McCormack è stato doppiato da:
- Emanuele Ruzza in Il piacere è tutto mio[8], The Woman in the Wall, Wake Up Dead Man
- Jacopo Castagna in Peaky Blinders, Bad Sisters
- Gabriele Vender ne La Ruota del Tempo, The Lesson, Twisters